# Saultain
 Saultain  es una población y comuna francesa, en la región de Norte-Paso de Calais, departamento de Norte, en el distrito de Valenciennes y cantón de Valenciennes-Est.
Su población municipal en 2007 era de 1 979 habitantes. Forma parte de la aglomeración urbana de Valenciennes.
Está integrada en la Communauté d'agglomération de Valenciennes Métropole.

## Demografía
| abs. | 445 | 555 | 587 | 874 | 800 | 971 | 953 | 939 | 1 053 | 1 060 | 1 018 | 1 008 | 1 043 | 1 064 | 1 014 | 1 131 | 1 135 | 1 216 | 1 207 | 1 146 | 1 170 | 1 163 | 1 185 | 1 193 | 1 180 | 1 453 | 1 423 | 1 438 | 1 669 | 2 037 | 2 077 | 1 979 |
| Para los censos de 1962 a 1999 la población legal corresponde a la población sin duplicidades (Fuente: INSEE [Consultar]) |     |     |     |     |     |     |     |     |       |       |       |       |       |       |       |       |       |       |       |       |       |       |       |       |       |       |       |       |       |       |       |       |